# Cú bờm
Cú bờm, tên khoa học Jubula lettii, là một loài chim trong họ Strigidae.